# Dunlop World Challenge 2010
Dunlop World Challenge 2010 — 3-й розыгрыш ежегодного профессионального международного теннисного турнир, проводимый ITF в рамках своего женского тура и ATP в рамках своего тура Challenger в японском городе Тоёта, префектура Айти. Соревнования прошли с 22 по 28 ноября на крытых ковровых кортах комплекса Sky Hall Toyota.
Чемпионы прошлого года:
- мужской одиночный разряд:  Владими Игнатик
- женский одиночный разряд:  Кимико Датэ-Крумм
- мужской парный разряд:  Андис Юшка /  Александр Кудрявцев
- женский парный разряд:  Марина Эракович /  Тамарин Танасугарн

## Соревнования

### Одиночные турниры

#### Мужчины
Тацума Ито обыграл  Юити Сугиту со счётом 6-4, 6-2.

#### Женщины
Мисаки Дои обыграла  Дзюнри Намигату со счётом 7-5, 6-2.
- Мисаки Дои выигрывает 1й титул в сезоне и 3й за карьеру в туре федерации.
- Дзюнри Намигата уступает 2й в сезоне и 7й за карьеру финал на турнирах федерации.

### Парные турниры

#### Мужчины
Трет Конрад Хьюи /  Пурав Раджа обыграли  Тасуку Ивами /  Хироки Кондо со счётом 6-1, 6-2.

#### Женщины
Сюко Аояма /  Рика Фудзивара обыграли  Ирину-Камелию Бегу /  Мэдэлину Гожню со счётом 1-6, 6-3, [11-9].